# Flushing Line
| Urban tunnel straight track |

| Urban tunnel stop on track |

| Urban tunnel stop on track |

| Urban tunnel stop on track |

| Urban end station in tunnel |

| Urban tunnel straight track |

| Urban tunnel stop on track |

| Urban tunnel stop on track |

| Urban tunnel stop on track |

| Urban end station in tunnel |

Flushing Line är en av New Yorks tunnelbanas linjer som går från Midtown, Manhattan och österut till Flushing i Queens. De första delarna av linjen öppnades år 1915. Linjen förlängdes till Fifth Avenue 1926 och Times Square 1927. Den senaste förlängningen öppnade september 2015 till 34th Street – Hudson Yards. Banan trafikeras av linje 7 samt linje 7 express, alltså både lokala tåg samt expresståg. Endast fyra stationer finns på Manhattan, övriga i Queens.

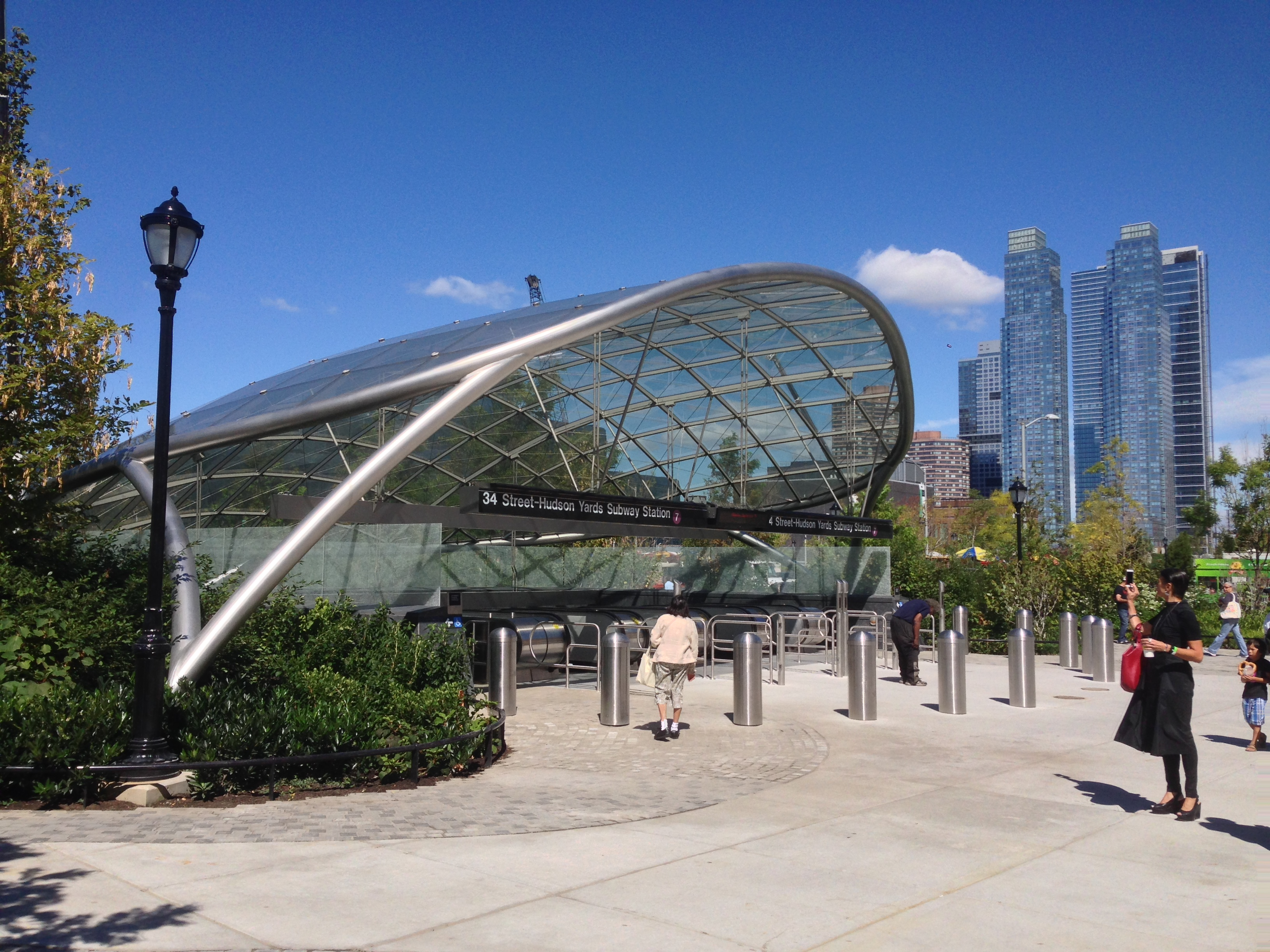
34th Street – Hudson Yards
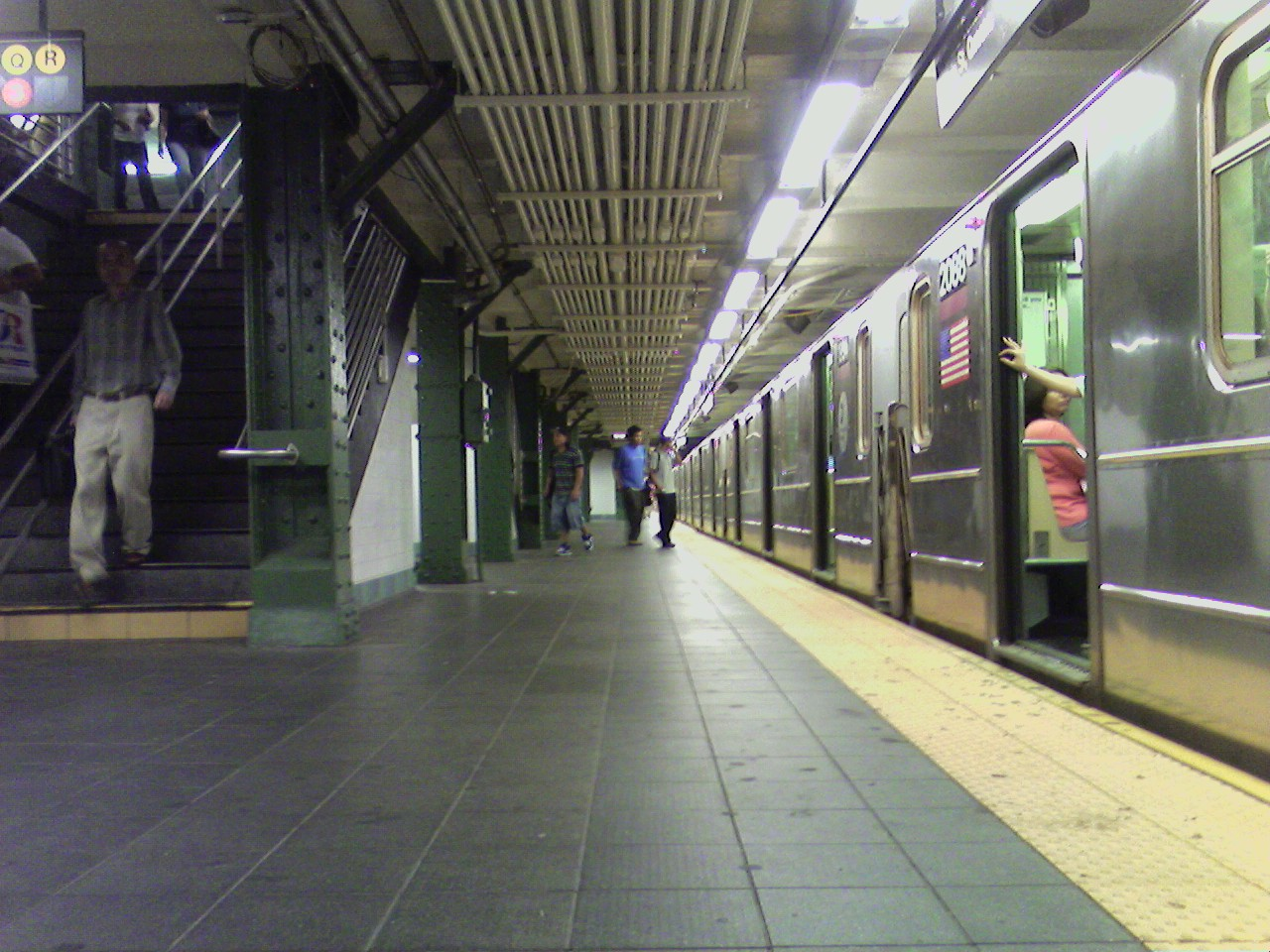
Times Square
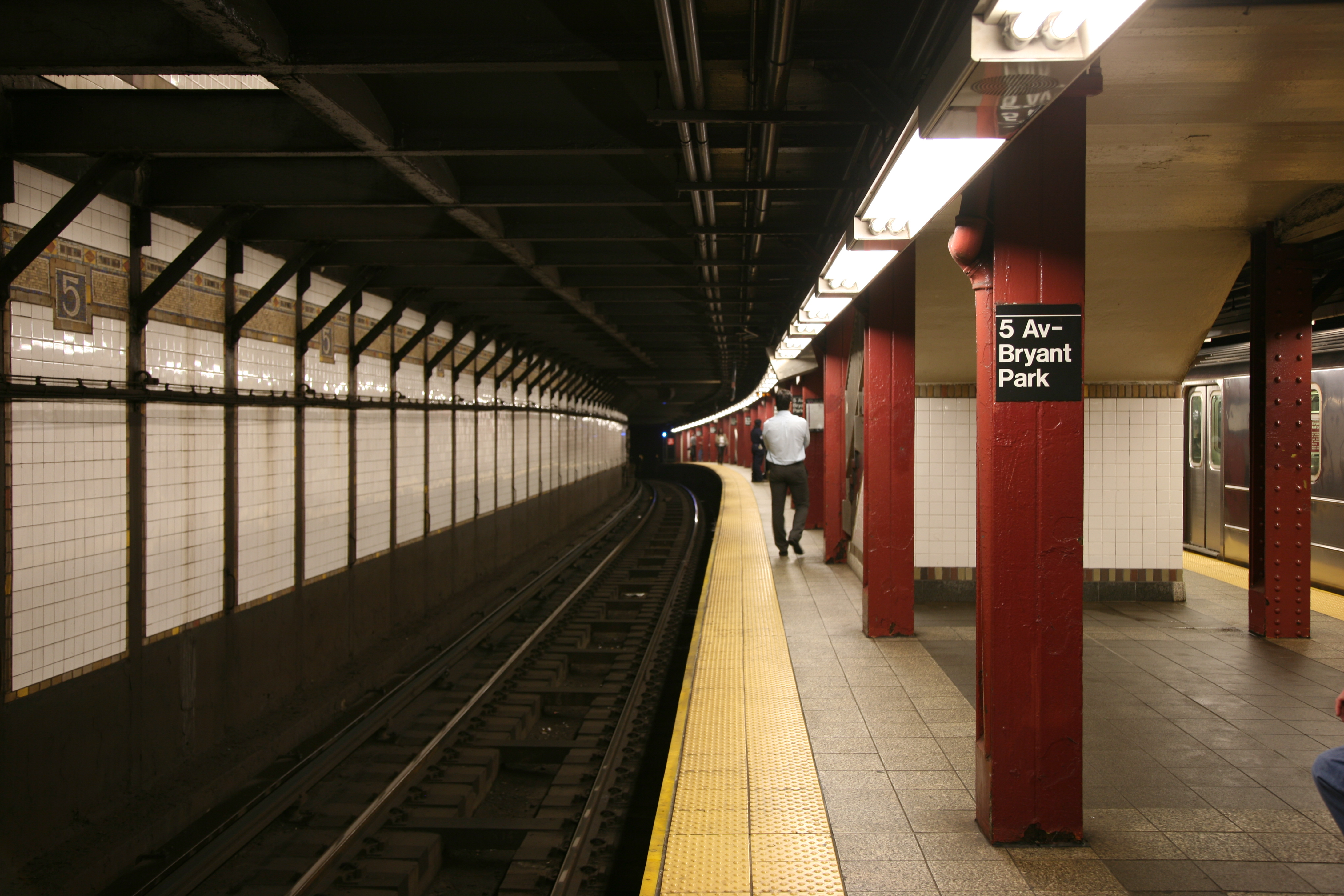
Fifth Avenue – Bryant Park
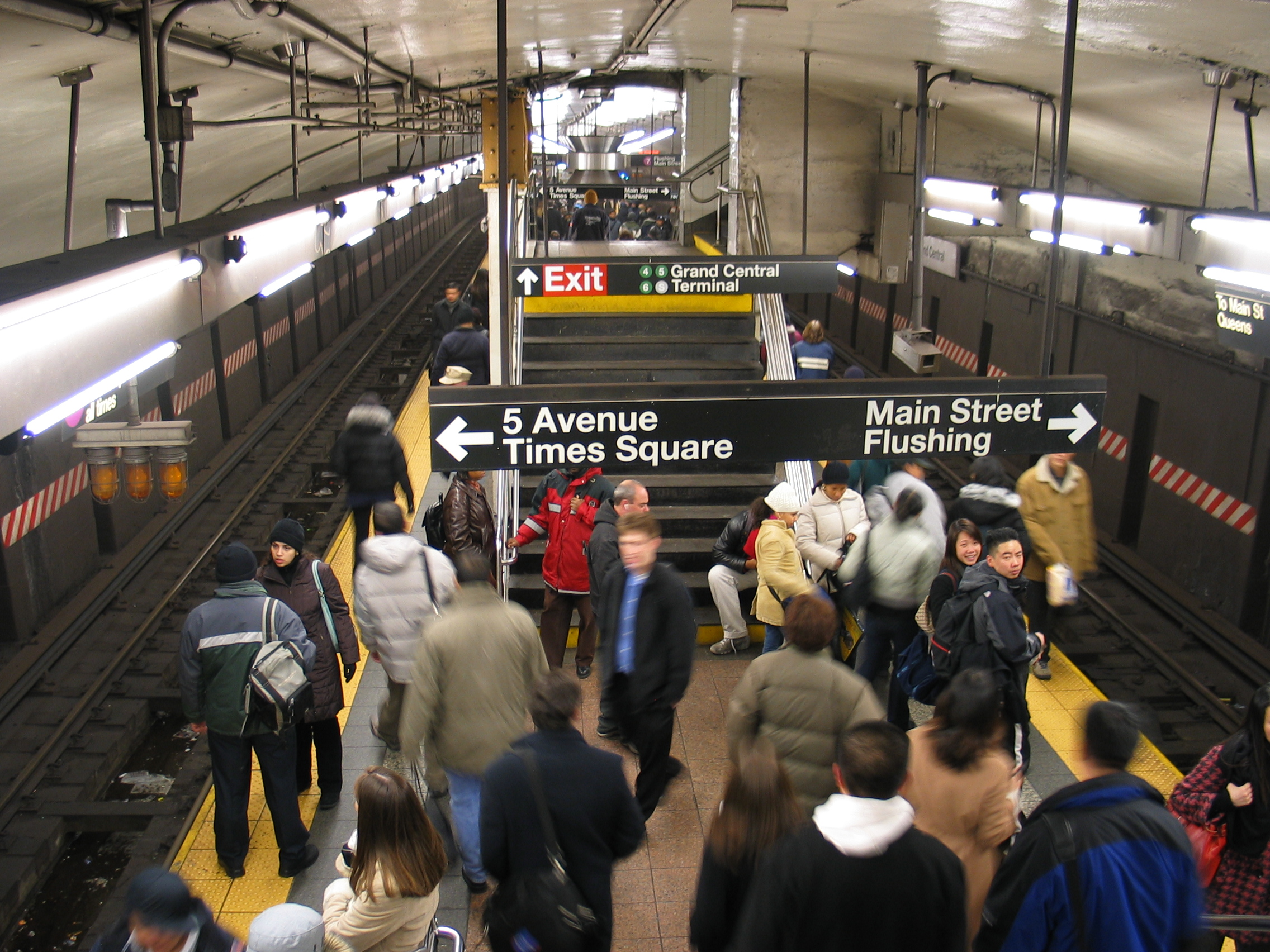
Grand Central